# 호수 커틴커
호수 커틴커(헝가리어: Katinka Hosszú, 1989년 5월 3일 ~ )는 헝가리의 여자 수영선수이다.

## 같이 보기
- 수영 배영 100m 세계 기록 추이
- 수영 배영 200m 세계 기록 추이
- 수영 개인혼영 100m 세계 기록 추이
- 수영 개인혼영 200m 세계 기록 추이
- 수영 개인혼영 400m 세계 기록 추이